# Astragalus hancockii
Astragalus hancockii es una especie de planta del género Astragalus, de la familia de las leguminosas, orden Fabales.

## Distribución
Astragalus hancockii se distribuye por China.

## Taxonomía
Fue descrita científicamente por Bunge ex Maxim. Fue publicada en Bull. Acad. Imp. Sci. Saint-Pétersbourg, sér. 3, 26: 471 (1880).